# Kornelis Heiko Miskotte

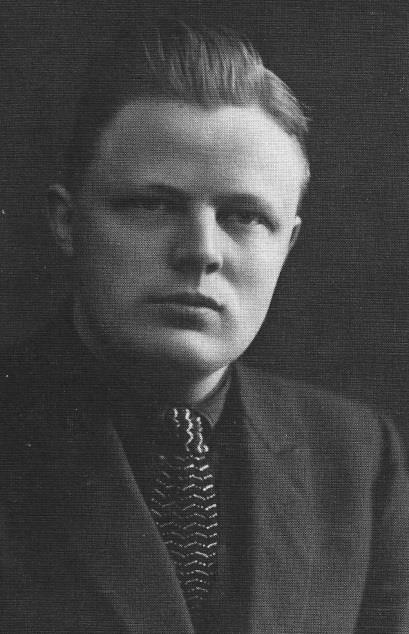
K.H. Miskotte (1925)

Kornelis Heiko Miskotte (* 23. September 1894 in Utrecht; † 31. August 1976 in Voorst) war ein niederländischer reformierter Theologe und Professor für Theologie an der Rijksuniversiteit Leiden. Er machte Karl Barth in den Niederlanden bekannt, befasste sich stark mit dem Judentum und wandte sich im Zweiten Weltkrieg gegen den Nationalsozialismus. Sein Hauptwerk ist Wenn die Götter schweigen. Vom Sinn des Alten Testaments. Er gilt als Mitbegründer der theologischen Amsterdamer Schule.

## Leben

### Die jungen Jahre
Miskotte wurde in einer konservativ-christlichen Familie geboren. Nach dem Besuch des christlichen Gymnasiums studierte er von 1914 bis 1920 in seiner Geburtsstadt Utrecht Theologie, wo ihn besonders Professor J.H. Gunning jr. ansprach. Nach seinem Studium war Kortgene in Noord-Beveland von 1921 bis 1925 seine erste Kirchgemeinde. 1923 heiratete er Cornelia Johanna Cladder, eine tiefgläubige Frau, mit der er fünf Kinder hatte. 1925 wurde Heiko Miskotte Pfarrer in Meppel. Neben seinem Pfarramt publizierte er in dieser Periode viel über Literatur (Henriette Roland Holst, Thomas Mann u. a.). Eindrückliche Radiopredigten machten ihn landesweit bekannt. Mit dem reformierten Schweizer Theologen Karl Barth nahm er einen langandauernden Briefwechsel auf und machte ihn in den Niederlanden bekannt. Barth nannte ihn den „Seher und Dichter“ unter seinen Freunden. Von Haarlem aus, seiner nächsten Wirkungsstätte, publizierte er ab 1930 viele Bibelstudien und Predigten, auch seine Doktorarbeit Vom Wesen der jüdischen Religion (1932). Seinen Ausgangspunkt fand er in einer Studie über Hermann Friedrich Kohlbrugge, von dem der Ausspruch stammt: „Als ich die Thora begriff, begriff ich die ganze Bibel“.

### Seine Beziehungen zum Judentum
In seiner Dissertation behandelte er das Judentum phänomenologisch und führte in die Denkweise  Hermann Cohens, Max Brods, Franz Rosenzweigs, Ernst Blochs und Martin Bubers ein. Diese jüdischen Denker wurden so in den Niederlanden bekannt gemacht, gerade auch unter Juden. Vor Miskotte sah man das Judentum mehr als eine Form des Humanismus, worin der Mensch – in der Linie von Rosenzweig – Gott und seinen Sohn nicht nötig habe.

### Zeit des Nationalsozialismus
1938 bekam er in Amsterdam seine vierte Kirchengemeinde. Dort erschien auch seine zweite große phänomenologische Studie Edda und Thora (1939), ein Vergleich zwischen der germanischen und der jüdischen Religion über die Themen der Schöpfung, Fall etc. Er bezeichnete den Nazismus als „neues Heidentum“, mit allen Gefahren für ihn. Miskotte definierte Heidentum als angeborene, natürliche Religion, als Volksreligion, worin der Mensch sich ausleben könne. Aus der Arbeit mit Bibellesekreisen und Diskussionsgruppen in Amsterdam-Süd kam sein Buch Bijbelsch ABC (1941, deutscher Titel: Biblisches ABC) heraus. Nur der Mensch, der die biblischen Grundwörter (Lehre, Name, Tag, Wort, Weg, Heiligung etc.)  als Leitplanken kenne, sei gegen den Nationalsozialismus und den modernen Nihilismus gewappnet. Er unterhielt auch Untergrundkontakte zum Schutz seiner jüdischen Mitbürger.

### Nach dem Zweiten Weltkrieg
1945 wurde Miskotte zum Theologieprofessor an die Reichsuniversität Leiden berufen. Er vertrat eine orthodox-protestantische Theologie, wie er sie von Karl Barth kennengelernt hatte. Er gründete dafür auch die Zeitschrift In de Waagschaal und galt als Mitbegründer der theologischen Amsterdamer Schule. 1946 ereigneten sich tragische Todesfälle in der Familie, seine Frau und eine Tochter starben an einer Lebensmittelvergiftung. Erst Jahre später schrieb er sein Hauptwerk Als de goden zwijgen – Over de zin van het Oude Testament (1956, deutscher Titel: Wenn die Götter schweigen – Vom Sinn des Alten Testaments). Es behandelte nochmals ausführlich die Beziehung zwischen dem Gott Israels und dem Heidentum. Es ist eine kulturkritische Studie über den Nihilismus, der im Gegensatz zum sprechenden Gott steht. Aus gesundheitlichen Gründen wurde er 1959 emeritiert. 1961 erschien eine Festschrift Woord en wereld für ihn. Bis zu seinem Tod 1976 wohnte Miskotte in Voorst.
Nach seinem Tod hinterließ Miskotte ein großes Archiv, bestehend aus Tagebüchern, Briefen, Predigten, und eine umfangreiche Bibliothek.

## Ehrungen
1961 erhielt er die Ehrendoktorwürde der Universität von Glasgow.

## Bibliografie und Werke
Seine drei genannten Hauptwerke sind in verschiedenen Verlagen erschienen. Bis in 80er Jahre wurden sie von Kok te Kampen herausgegeben. 2008 ist sein Werk bei Preken erschienen. Das Werk von K. H. Miskotte ist so weitreichend, dass eine Ausgabe der gesammelten Werke nur einen Ausschnitt bieten konnte.
Folgende Werke von Miskotte wurden ins Deutsche übersetzt:
- Das grosse Schisma. Das Judentum als Frage an die Kirche. R. Brockhaus, Wuppertal 1970.
- Biblisches ABC: Wider das unbiblische Bibellesen. Neukirchener, Neukirchen-Vluyn 1976. ISBN 3-7887-0474-8
- Wenn die Götter schweigen. Vom Sinn des Alten Testaments. Stoevesandt, München 1963. (neu aufgelegt bei Spenner, Kamen 1995, ISBN 3-927718-66-1)
- Der Weg des Gebets. Kaiser, München 1964.
- Predigten aus vier Jahrzehnten. Ausgewählt, übersetzt und herausgegeben von Hinrich Stoevesandt. Kaiser, München 1969.
- Das Geheimnis der Geschichte – der totalitäre Staat im Lichte der Offenbarung des Johannes. Spenner, Kamen 2011, ISBN 978-3-89991-120-6.
- Antworten aus dem Wettersturm – Hiob, der Mensch der Revolte. Spenner, Kamen 2012, ISBN 978-3-89991-138-1.
- Edda und Thora. Ein Vergleich germanischer und israelitischer Religion. LIT Verlag, Berlin 2015, ISBN 978-3-643-12993-2.

## Lehrstuhl Miskotte/Breukelman
2012 wurde der Miskotte/Breukelman-Lehrstuhl für die theologische Hermeneutik der Bibel ins Leben gerufen an der Protestantischen Theologischen Universität zum Gedenken an Miskotte und Breukelman. Er wird zurzeit von Rinse Reeling Brouwer betreut.